# Biblioteca Nacional de Vietnam
La Biblioteca Nacional de Vietnam (en vietnamita: Thư viện Quốc gia Việt Nam) es una biblioteca de acceso público localizada en la ciudad de Hanói, específicamente en la 31  de la calle Trang, del distrito de Hoan Kiem, en el país asiático de Vietnam, y fue establecida el 29 de noviembre de 1917 como la biblioteca central de la Federación Indochina, siendo inaugurada oficialmente en 1919. Se encuentra bajo la administración directa del Ministerio de Cultura, Deportes y Turismo de Vietnam.